# Wilmar Cabrera
Pour les articles homonymes, voir Cabrera.
Wilmar Rubens Cabrera Sappa dit Toro (né le 31 juillet 1959 à Los Cerrillos en Uruguay) est un footballeur international uruguayen, qui jouait en tant qu'attaquant.
Il a joué 21 matchs en sélection avec l'équipe d'Uruguay, et a inscrit 4 buts, faisant ses débuts le 2 juin 1983 lors d'un match contre le Paraguay (0-0) à Asuncion. 
Il a joué dans les clubs du Nacional, des Millonarios en Colombie, du Valencia CF et du Sporting de Gijón en Espagne, du Necaxa au Mexique et de l'OGC Nice en France.
Durant la fin de sa carrière, il rentre en Uruguay où il joue avec les clubs du Huracán Buceo, Rampla Juniors et du River Plate Montevideo